# Ceraeochrysa angulata
Ceraeochrysa angulata är en insektsart som först beskrevs av Navás 1929.  Ceraeochrysa angulata ingår i släktet Ceraeochrysa och familjen guldögonsländor. Inga underarter finns listade i Catalogue of Life.